# Jan Koriath
Jan Koriath (geboren 1990) ist ein deutscher Politiker von Bündnis 90/Die Grünen. Er ist seit 2025 Abgeordneter der Hamburgischen Bürgerschaft.

## Leben und Ausbildung
Jan Koriath hat einen Master of Engineering in Verpackungstechnik und arbeitet als Berufsschullehrer. Er lebt in Hamburg-Eimsbüttel.

## Politische Karriere
Koriath ist Mitglied der Grünen Bezirksfraktion Eimsbüttel und fungiert dort als sportpolitischer Sprecher. Er setzt sich besonders für die Förderung des Sports in Hamburg ein und engagiert sich für den Sportpark Eimsbüttel, für dessen Ausbau und Modernisierung er sich starkmacht.
Bei der Bürgerschaftswahl in Hamburg 2025 kandidierte er im Wahlkreis Rotherbaum – Harvestehude – Eimsbüttel-Ost auf Platz 4 der Grünen-Liste. Damit wurde er zunächst nicht gewählt, rückte jedoch mit der konstituierenden Sitzung am 26. März 2025 für Anna Gallina in die Bürgerschaft nach.